# Kasteel van Ingrandes
Het Kasteel van Ingrandes (Frans: Château d'Ingrandes) is een kasteel in de Franse gemeente Ingrandes (Indre). Het kasteel is een beschermd historisch monument sinds 1987.